# Amy George
Amy George è un film del 2011, diretto da Yonah Lewis e Calvin Thomas. Si tratta di un film indipendente girato con un budget stimato di 11.000 dollari canadesi.

## Trama
Il tredicenne Jesse vuole essere un artista, ma è convinto che la sua banale vita da borghese a Toronto lo abbia lasciato impreparato. Dopo aver letto un libro su quello che serve per essere un "vero artista", si mette in cerca di rischio, estasi, natura selvaggia e donne.

## Riconoscimenti
- 2011 - Brooklyn International Film Festival
  - Spirit Award a Yonah Lewis e Calvin Thomas

## Citazioni cinematografiche
In due scene del film sono citati i film 8½ (1963) e Blow-Up (1966).